# Muzeum obrany pobřeží
Muzeum obrany pobřeží (Muzeum Obrony Wybrzeża) je vojenské muzeum v polském městě Hel na pobřeží Baltského moře, okrese Puck v Pomořském vojvodství v Polsku.

## Historie
Muzeum vzniklo na podnět sekce Vojenské památky sdružení Přátelé Helu a bylo otevřené na jaře v roce 2006 i díky pomoci starosty Helu a celého zastupitelstva města.
Muzeum obrany pobřeží (MOW) exponuje své výstavy v několika opravených objektech bývalé německé dělostřelecké baterie „Schleswig Holstein” a také na vlastní náklady obnovené pozici č. 4 předválečné baterie jménem Heliodora Laskowskiego. V roce 1940 byla na Helu umístěna 3 děla ráže 406 mm, původně vyrobená pro plánované německé bitevní lodě třídy H, a jejich baterie byla pojmenována Schleswig Holstein. Děla byla po zastřílení převezena do Francie jako baterie Lindemann. Děla ráže 406 mm jsou považována za největší na světě ze zbraní instalovaných na pevných stanovištích. Tato děla měly také americké bitevní lodě třídy Iowa. Existovaly i větší děla, ale pouze na japonských bitevních lodích, na kolejích, pásových podvozcích nebo jako zkušební děla. Uvnitř muzea je 15 stálých expozic a také mnoho exponátů navazujících na vojenskou historii 32denní obranu Helu v roce 1939.
Prvním z objektů je několikapatrová dělostřelecká řídicí věž. Druhým objektem je stanoviště č. 2 se třemi točnami pro děla ráže 406 mm. Přízemní dělostřelecké stanoviště má část ubytovací pro 88 vojáků, točnu pro gigantické dělo a 4 muniční sklady. Dne 11. listopadu 2006 bylo MOW uděleno jméno velitele Zbigniewa Przybyszewského, hrdinského obránce Helu, nevinně popraveného v roce 1952 ve fingovaném stalinském procesu. V roce 2008 otevřelo MOW v Helu stálou expozici věnovanou kapitánu Karolu Olgierdowi Borchardtowi a pečlivě zrenovovalo jeho byt zvaný Sedmé nebe. V roce 2013 Muzeum obrany pobřeží obdrželo šestou, poslední z budov bývalé baterie ráže 406 mm Schleswig-Holstein. Zde v jednom z muničních skladů bylo v roce 2013 otevřeno nové oddělení s názvem Muzeum obrany pobřeží – Železniční muzeum Hel. K němu turisty vozí vláček úzkokolejné dráhy.
Muzeum obrany pobřeží se nachází u vjezdu do města Hel v blízkosti železničního přejezdu (parkoviště pro motoristy jsou u silnice č 216).

### Přehled expozic
1. Expozice věnovaná spisovateli – námořnímu historikovi, kap. Olgierdu Borchardtowi
2. Obnovené Sedmé nebe – byt kap. Olgierda Borchardta
3. Výstava: Polská rozvědka během druhé světové války
4. Audiovizuální výstava: kuriozity nejtěžšího dělostřelectva – příběhy největších děl ve světě
5. Expozice vojenské spojovací techniky
6. Názorná vizuální mapa poloostrova Hel
7. Přehled pravidel práce zaměřovače u dálkoměru
8. Výstava modelů obrněných vozidel a děl druhé světové války

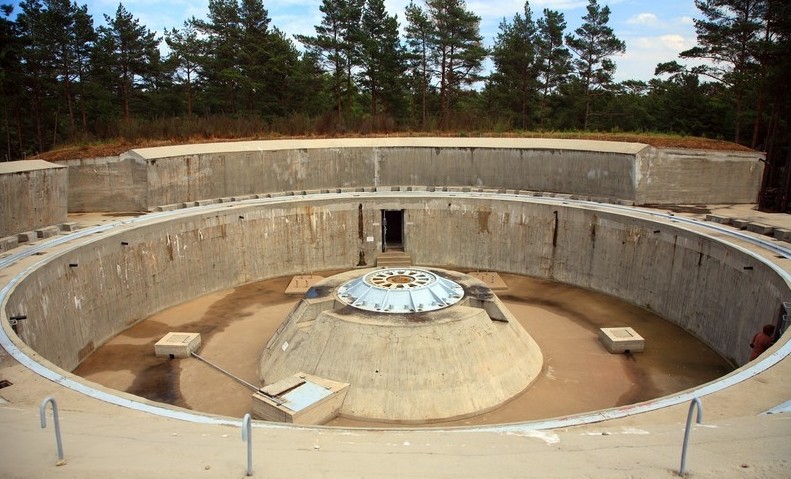
Dělostřelecké stanoviště B2 Hel 02
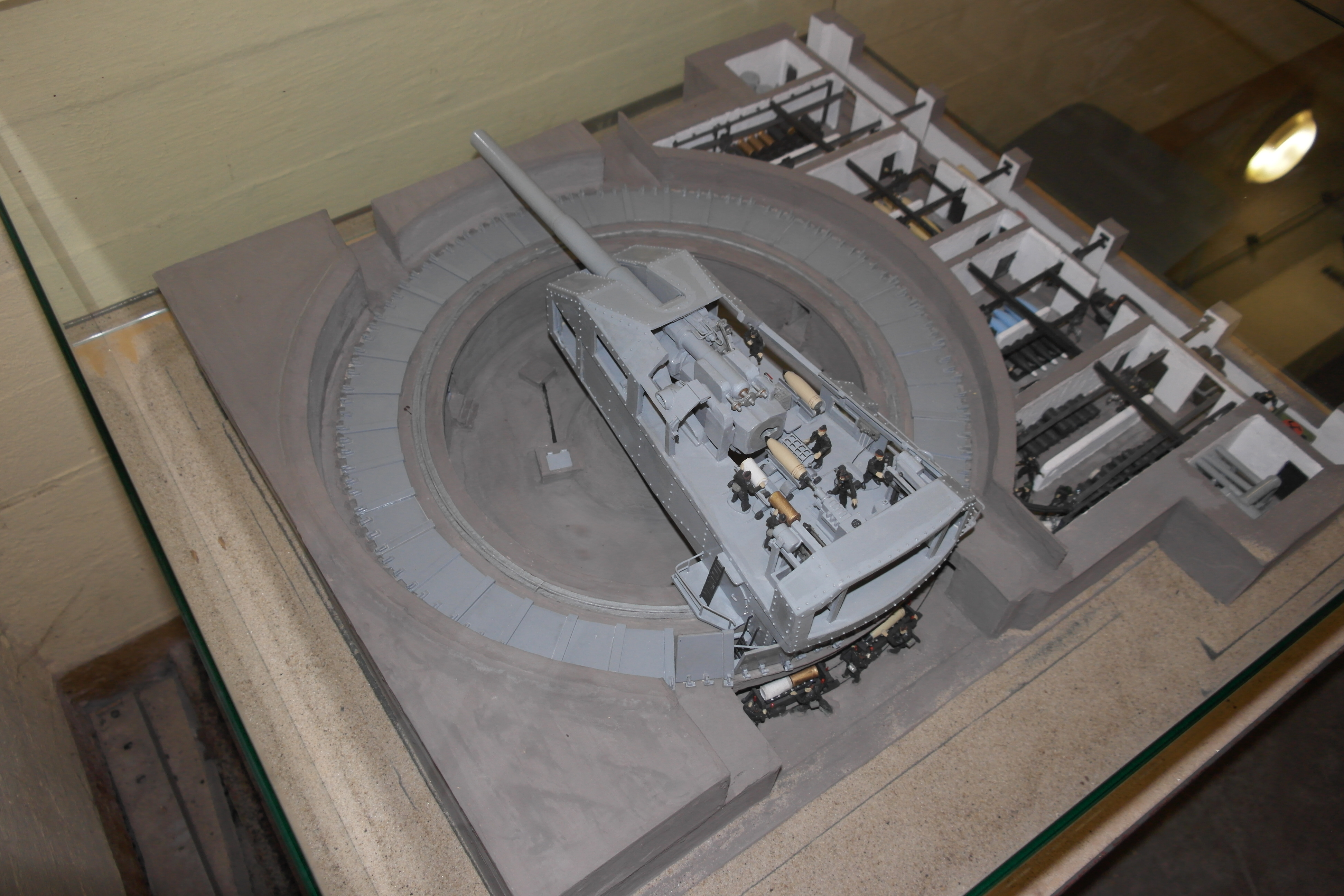
Model stanoviště děla 406 mm
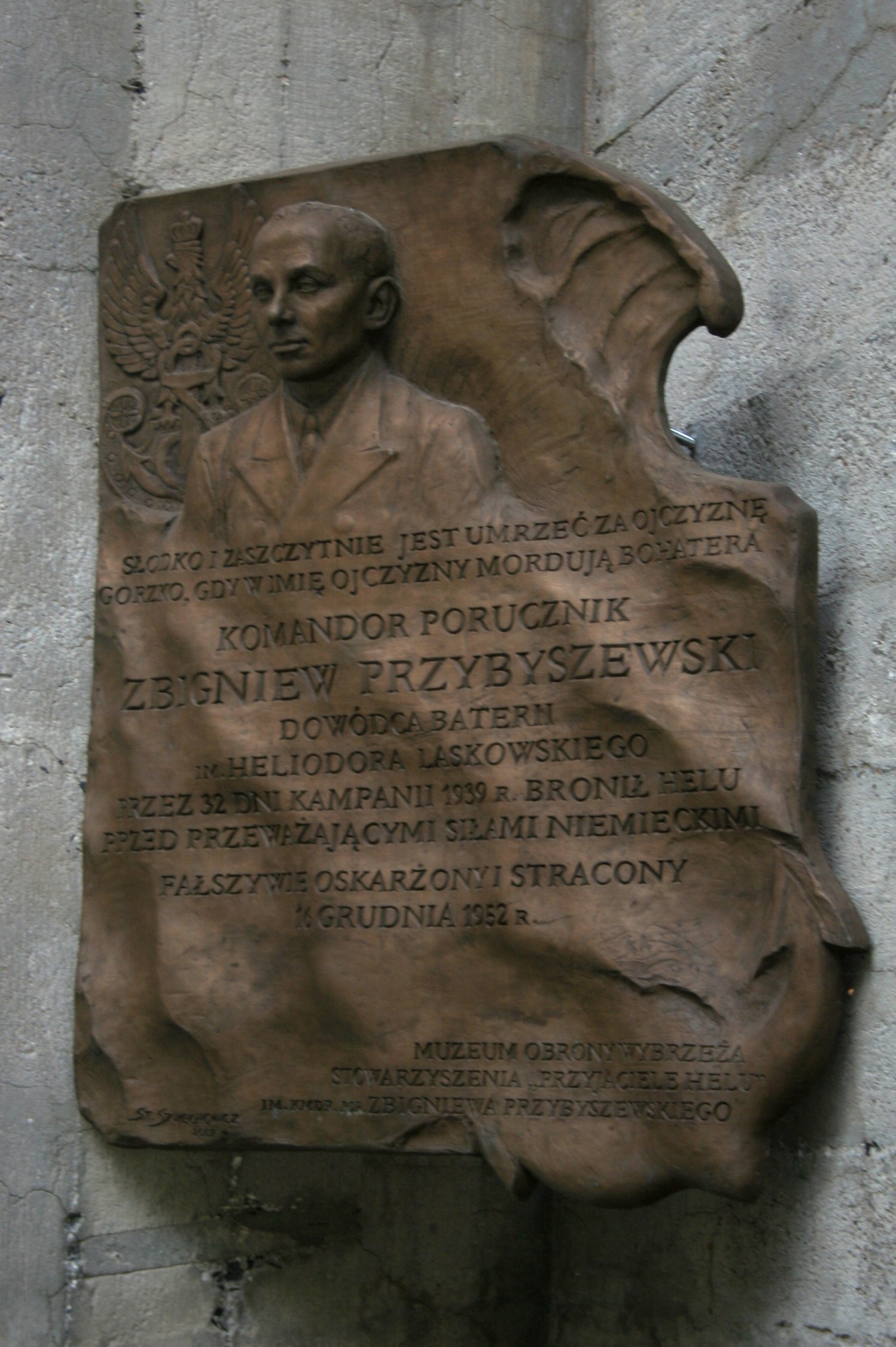
Pamětní deska Zbigniewa Przybyszewského